# Peter Michael von der Nahmer
Peter Michael von der Nahmer (* 7. April 1977 in München) ist ein deutscher Komponist, Klangforscher und Musiktherapeut.
Im Zentrum seiner künstlerischen, pädagogischen und therapeutischen Arbeit steht das Musiktheater. Er hat mehr als 27 Werke für Musiktheater und Tanz und über 100 Werke für Konzert und Film geschrieben. Viele wurden mit nationalen und internationalen Preisen ausgezeichnet und weltweit aufgeführt.

## Leben
Von der Nahmer wurde in einer Familie von Wissenschaftlern und Künstlern geboren. Seine Mutter Elenita von der Nahmer arbeitete als Tonmeisterin beim BR Fernsehen.
Sein Vater, Wolfgang Wacker von der Nahmer – ein Enkel der Gründungsvaters Alexander Wacker der Wacker Chemie –, interessierte sich bereits in jungen Jahren mehr für Kunstmalerei, Edelsteine und andere Kulturen, besonders das Judentum und den Hinduismus, aber auch für die Heilkunst in seinen unterschiedlichsten Formen. Von frühester Kindheit wurde von der Nahmer durch seinen Vater von traditioneller jüdischer und indischer Musik und Kultur beeinflusst.

### Schulzeit
Von der Nahmer begann im Alter von vier Jahren mit dem Klavierspiel und mit komponierte erste Stücke ab dem 12. Lebensjahr. Schon von Beginn an interessierte er sich sowohl für die populäre Musik, was sich mit frühen Erfolgen mit seiner Band Authentic Dreams 1994 (u. a. mit dem Autor Michael Eichhammer) zeigte, als auch mit seiner ersten Oper „Zwischen Wahn und Wirklichkeit“, die er ein Jahr später schrieb und aufführte.
Ab 1991 absolvierte eine Ausbildung zum Jungsanitätshelfer, machte Praktika in Krankenhäusern und besuchte medizinische Vorlesungen an er Universität München, um sich auf ein Medizinstudium vorzubereiten. Im Jahr 1993 kam er mit der Musiktherapie als Schnittstelle zwischen Musik und Medizin in Kontakt. 1996 wechselte er an das Camerloher-Gymnasium Freising. In dieser Zeit folgten auch Einladungen für Workshops für junge Komponisten, unter anderem die Orchesterwerkstatt für junge Komponisten, bei der die Orchesterwerke „Natura et Homo“ (1997) und eine Orchesterfassung von „Zwischen Wahn und Wirklichkeit“ (1996) uraufgeführt wurden.

### Studienjahre
Nach seinem Studium an der Universität München in Musikwissenschaften begann er 2000 ein Studium in Filmmusik an der Hochschule für Musik und Theater München. Außerdem studierte er bei der chinesischen Komponistin und Musikethnologin Wang Aiqun traditionelle chinesische Musik. Von 2003 bis 2004 studierte er Filmmusik an der University of California, Los Angeles (UCLA) absolvierte und arbeitete bis 2008 als Komponist von Kammermusik und Musicals. Mit seiner Rückkehr nach Deutschland 2009 begann er mit einem Masterstudium in Musiktherapie an der Universität Augsburg bei Tonius Timmerman. Des Weiteren studierte er „Musik-imaginative Schmerzbehandlung“ bei Susanne Metzner an der Hochschule Magdeburg-Stendal. Zwischen 2013 und 2015 studierte er mit einem Stipendium an der New York University im Masterstudiengang „Musical Theater Writing“.

### Los Angeles (2003–2008)
2003 nahm von der Nahmer er in München an einer internationalen Ausschreibung für ein neues Broadway-Musical teil und gelangte unter die ersten drei Finalisten. Anschließend ging er zurück nach Los Angeles, um an der UCLA zu studieren. 2004 erhielt er den Dr. J. Howland Auchinloss Prize für das Klavierquartett „The Monk and the Fish“. Viele weitere Auftragswerke und Preise für Neue Musik in Amerika folgten.
Im selben Jahr erhielt er ein Stipendium für die „14th Annual O’Neill Puppetry Conference“, innerhalb dessen er Musik für über 14 Puppentheaterstücke schrieb. 2005 folgten zwei Stipendien für die Teilnahme am Aspen Music Festival and School, bei dem er im Filmkomponisten Thomas Newman einen Mentor fand. Ebenfalls 2005 wurde er zum 1. Grammy Camp in Los Angeles im Bereich Filmmusik als Counselor eingeladen und betreute junge Filmkomponisten damit, ihre Orchestrationen für eine Aufnahme in der Newman-Stage bei 20th Century Fox vorzubereiten. Weiterhin wurde in dem Jahr das Auftragswerk „Von Zeyt Zu Zeit“ im Stadttheater Neuburg uraufgeführt.
2007 folgte eine Einladung zum ASCAP-Filmscoring-Workshop in Los Angeles. Es entstanden die Auftragswerke „Hip Hop for Piano“, „Powerwalk“, und „Anatomy of Rhythm“, das sich mit der Musikalisierung psychischer Prozesse auseinandersetzt.
In dieser Zeit lernte er die Librettistin Cynthia Ferrell an der Academy for New Musical Theater in Los Angeles kennen, mit der er die Arbeit an seiner ersten Oper „El Canguro – A Rainforest Opera“ begann, die 2011 im At&T-Center-Theater uraufgeführt wurde. Nachdem er im Herrenhaus Edenkoben ein 5-monatiges Arbeitsstipendium erhalten hatte, kehrte er 2008 zurück nach Deutschland, une er arbeitete weiter an seiner Oper El Canguro.

### Deutschland (2009–2013)
Zurück in Deutschland komponierte er die Oper „20 Minuten“, die 2010 mit dem Berliner Opernpreis ausgezeichnet wurde. Er arbeitete mit der Neuköllner Oper zusammen. Es folgte 2010 das Auftragswerk „Klangwandler“ mit dem Librettisten Kai Ivo Baulitz.
Neben seiner Tätigkeit als Komponist begann er ab 2010, sich als Klangforscher und Musiktherapeut zu betätigen. Er war Sound-Designer und Klangforscher im BMW-Forschungs- und Innovationszentrum und arbeitete im Klinikum Harlaching in der Neurologischen Frührehabilitation, in der er eng mit der Neuropsychologin Stefanie Böttger an neuen musiktherapeutischen Methoden erarbeitete. Die Gebiete Kunst, Medizin/Psychologie und Komponieren fügte er im Rahmen seiner Masterarbeit bei Jos De Backer zusammen, indem er eine Methode zum therapeutischen Nutzen von Kompositionsprozessen innerhalb der Musiktherapie entwickelte („Innere Prozesse und ihr musikalischer Niederschlag. Entwicklung einer Methode zum Komponieren in der Musiktherapie.“).

### New York, USA (2013–2020)
2013 erhielt von der Nahmer einen Fellowship von der New York University, um dort „Musical Theater Writing“ zu studieren und so an seine erste Erfahrung vom Broadway im Jahr 2003 anzuschließen.
Seit dieser Zeit arbeitet er schwerpunktmäßig im Bereich Musik- und Tanztheater. Dazu gehörten sowohl zahlreichen Arbeiten für Zeitgenössischen Tanz, als auch zahlreiche Musiktheaterwerke. 2015 erhielt er den „Charles and Joan Gross Family Grant“ für das Auftragswerk „Reflections“ für die New Yorker Tanzkompanie FKJ DANCE, für die er längere Zeit als Composer in Residence tätig war. 2016 erhielt er die McKnight Visiting Composer Residency für einen 3-monatigen Aufenthalt in New Ulm, Minnesota. Dort entwickelte er ein knapp 5-stündiges Musiktheaterfestival mit und über die Menschen von New Ulm, Minnesota und die deutsch-amerikanische Geschichte. 2018 erhielt er die SU-CASA Residency in Queens New York, um sein Projekt Growing Young mit Senioren afroamerikanischer Herkunft durchzuführen, bei dem die Themen soziale Gerechtigkeit/Herkunft/Heimat im Vordergrund standen.

## Musikalisches Werk
Von der Nahmers musikalisches Werk umfasst eine Vielzahl von Stilen und musikalischen Gattungen. Von Bühnenwerken für Ballett, Musical, klassischer Oper bis hin zu Filmmusik und modernen Klangexperimenten verwendet von der Nahmer unterschiedliche Kompositionstechniken.
Im Bereich des Musicals zeichnen sich seine Kompositionen aus durch ein fruchtbaren Austausch zwischen Schriftstellerei, Tanz, bildender Kunst und akademischer Reflexion. Die Betonung der Interdisziplinarität drückt sich sowohl in der Vielfalt der Themen als auch in der Vielfalt der musikalischen Stile aus.

## Auszeichnungen (Auswahl)
- 2004: Dr. J. Howland Auchinloss Prize für „The Monk and the Fish“, Society for New Music / USA
- 2004: Stipendium der 14th Annual O’Neill Puppetry Conference, Connecticut, USA
- 2005: Stipendium des Maestro’s Circle, Aspen Music Festival and School / USA
- 2005: Susan and Ford Schuman Award, Aspen Music Festival and School / USA
- 2006: Gewinner des Masterworks Prize mit „The Monk and the Fish“ / USA
- 2007: Jerome Foundation Grant des American Composers Forum / USA
- 2007: Gewinner des „Bellevue Youth Symphony Orchestra composition contest“ mit „Powerwalk“ / USA
- 2007: Encore Grant des American Composers Forum für „Rhythm some Blues“ /USA
- 2007: ASCAP Film Scoring Workshop, Los Angeles, Californien, USA
- 2007: Gewinner des „Renée B. Fisher Composer Award“ mit „Hip Hop for piano“ / USA
- 2008: 2. Preis beim 20. Siegburger Kompositionswettbewerb mit „Märchenreise für Kinder“
- 2008: 1. Preis und Sonderpreis beim ISME-IVME internat. Kompositionswettb. mit „No Attetüde!“ / Belgien
- 2009: Arbeitsstipendium im Künstlerhaus Edenkoben
- 2010: 3. Preis beim Berliner Opernpreis der Neuköllner Oper für „20 Minuten“ (Libretto: Andreas Bisowski)
- 2010: 2. Preis beim Kompositionswettbewerb des Oberschwäbischen Chorverbandes mit „Missa Brevis“
- 2011: California International Theatre Auswahl 2011 mit der Oper „El Canguro“ (Libretto: Cynthia Lewis Ferrell) / USA
- 2013–2015: Tisch School of the Arts Departmental Fellowship, New York University
- 2016: The Charles and Joan Gross Family Foundation Grant für das Auftragswerk Reflections / New York
- 2016: McKnight Visiting Composer Residency/American Composers Forum / US[2]
- 2017: „Honorable Mention“ in der „New World Composition Challenge“, der New Yorker Philharmoniker mit dem Klavierstück „From Here to There“
- 2018: „SU-CASA Residency“ in Queens/New York for „Growing Young“[2]
- 2021: Artist in Residence beim Orchard Project Greenhouse Lab, NYC[3]
- 2021: Artist in Residence (AIR) beim SETI Institute

## Werke (Auswahl)
Musiktheater/Theater
- 1995: Kammeroper „Zwischen Wahn und Wirklichkeit“ (Libretto: Peter Michael von der Nahmer)
- 1999: Musical „Lupus Albus“ (Libretto: Martin Decker)
- 2001: Musikalisches Drama „Umbra Lux“
- 2001: Theaterstück „Das Karusell“ (Text: Andreas Vecchioni)
- 2004: Musical „The Ultimate Musical“ (Libretto: Virginia Emrick & Peter Michael von der Nahmer)
- 2005: Musical „Von Zeyt zu Zeit“ (Libretto: Johannes Ponader)
- 2000: Theaterstück „Perikles, Prinz von Tyrus“ (Text: William Shakespeare)
- 2010: Kammeroper „20 Minuten“ (Libretto: Andreas Bisowski)
- 2010: Jugendoper „Klangwandler“ (Libretto: Kai Ivo Baulitz)
- 2011: Oper „The Best Baby Man in Guatemale  - An Original Opera Ballet“ (Libretto: Cynthia Lewis Ferrell)
- 2014: Kammeroper „The Cookies Call – A Tragic Tragedy“ (Libretto: Emily J. Roller)[2]
- 2014: 20-Minuten Musical „A Bump in the Road“ (Libretto: Emily J. Roller)
- 2014: Kurzoper „Ho! Ho! Ho!“ (Libretto: Kate Chadwick)
- 2015: Musikdrama „Esther“ (Libretto: Emily J. Roller)
- 2015: Gesungenes Ballett „Talking City“ (Libretto: John Dietrich)
- 2016: Electropera „Tightrope“ (Libretto: Tatiana Wechsler)
- 2018: Musical „Welcome to Hell“ (Libretto: Peter Lund)[4]
- 2019: Kurzoper „When Falling...Dive“ (Libretto: Marianna Mott Newirth)
- 2019: Kinderoper „Shimmer“ (Libretto: Anita Dawn Prestidge)

 Liederzyklen
- 2008: SPAM: A Song Cycle (Libretto: Scott Guy)
- 2018: Blue Hum (Libretto: Anita Prestidge, Marianna Mott Newirth)
- 2020: „A Terrible Nightmare in Hong Kong“, „Sing Out Strong: Immigrant Voices“, White Snake Projects

 Performance/Tanz
- 2001: Darkness of Water (für Streichquartett, Klavier und Zuspielband)
- 2002: Abayfor – Zukunft im Brennpunkt
- 2002: Circuit
- 2003: KeimFarben
- 2014: Passing-Over (Choreographie bei Hala Shah, New York)
- 2015: Mashrabiya (Choreographie bei Hala Shah, New York)
- 2015: Psychogramm (Choreographie bei Hala Shah, New York)
- 2016: Red Tide (Choreographie bei Hala Shah, New York)
- 2016: Reflections (Choreographie bei Fadi J. Khoury/FJK DANCE, New York)
- 2017: NIA WA JA SHU (Choreographie bei Rajon Miller, New York)

 Sacred Drama
- 2017: Gottesschwingungen (Text: Alfred Walter)
- 2017: Multitudes (Text: Gloria Zimmerman)

 Chorwerke
- 1994: Ars Amatoria (für Chor und Orgel), (Text nach Ovid)
- 2006: And I saw… (für Chor und Orgel)
- 2006: Beyond Forever (für Chor), (Text: Virginia Emrick)
- 2006: Missa Brevis (für Chor und Orgel)
- 2008: Above the Sky (für Glocken und Chor)
- 2020: Nia Wa Ja Shu - Make the World New (für großen Chor und Orchester)

 Kammermusik
- 1997: Sphären (für Akkordeon, Altsaxophon, Perkussion, 2 Violinen, Viola, 2 Celli)
- 2000: Atem (für Altsaxophon und Akkordeon)
- 2001: Dvandva (für Violine und Klavier)
- 2002: Sax’eon (für Altsaxophon und Akkordeon)
- 2004: The Monk and the Fish (für Klavierquartett)
- 2004: Intome (für Flöte und Akkordeon)
- 2006: Trial ADN Error (Klavierquartett)
- 2007: Hip Hop for piano
- 2007: Dance of the Fairies (für Flöte, Harfe, Cello)
- 2007: African Dream (für Flöte, Harfe, Cello)
- 2007: Rhythm Some Blues (Soloperkussion)
- 2008: Witzelsucht (Klavier zu 4 Händen)
- 2008: No Attetüde! (2008) (für Soloharfe)
- 2008: Anatomy of Rhythm (für Perkussionduo)
- 2010: Moving on…
- 2017: From Here to There (Klavier solo, basierend auf Themen aus der 9. Sinfonie (Dvořák))
- 2019: Where is the Stillness (für Klavier), für 250 piano pieces for Beethoven

 Orchesterwerke
- 1997: Natura et Homo (für Orchester und Sprecher)
- 2003: Mikrokosmos (für Orchester und Sopran)
- 2003: Persiflamia (für Orchester)
- 2005: Angels (für Orchester, Chor und Klavier)
- 2007: Fanfare (für 6 Trompeten, 5 Hörner, 3 Trombonen, 2 Euphoniums, 2 Tubas, 4 Perkussionspieler)
- 2003/2008: Powerwalk (für Streichorchester und Klavier)
- 2020: Noten sind nur tote Zeichen (für Orchester)

## Diskographie
- 2018: „Welcome to Hell - Das G20-Musical“
- 2011: „Mashrabiya“, The Minimal Piano Series Vol 1., Blue Spiral Records
- 2011: „Celtic Gold“, ABC Classics/Australia
- 2011: „From the emerald Island“, ABC Classics/Australia
- 2009: „Carisma – Celtic Whispers“, ABC Classics/Australia
- 2009: „Masterworks of the New Era, Vol. 13“, Erm Media
- 2007: „Carisma – Lily’s Eyes“, ABC Classics/Australia
- 2004: „Flaccord live“
- 2002: „age of harp – Journey“, LC 03120

## Veröffentlichungen
- Musikalisierung: How a Despondent Mind Shapes Thought into Music: A young boy’s journey & music therapy from an insider's point of view. The International Association for Music & Medicine.
- Anmerkungen zur musikalischen Symbolisierung aus der Sicht eines Komponisten. In: Symbolisierungen in Musik, Kunst und Therapie. H. Schmidt, Ulrich & Timmermann, Tonius (Hg.). Reichert, Wiesbaden 2012.
- Anatomy of Rhythm – für Perkussion Duo. In: Musiktherapeutische Umschau. 2010/31,3. S. 307–312.